# 李天文 (1967年)
李天文（Li Tian Wen，威拉猜‧威臘默提軍，泰語：、RTGS：Virachai Virameteekul，1967年7月8日—），生于泰國曼谷。1986年获得美國克拉克大學商業管理碩士学位，1990年任教於朱拉隆功大學會計與商業學院，此外，還擔任多所大學的特別講師。1994年獲得泰國朱拉隆功大學會計與商業學博士後，辭去大學老師職位，與生父共同經商。曾任TM International銀行副董事總經理、Business Development銀行總裁。2000年進入政界，2001年當選泰愛泰黨民代，同年任金融機構、銀行及財政金融委員會第一副主席、經濟發展委員會第一副主席。塔信政府時期，李天文曾任過數項要職，如農合部助理，財政部助理及外交部助理。
李天文于2008年12月20日被恩蒙泰王陛下諭任為阿披實內閣國務院事務部長，主管經濟與行政管理事務，負責與中國談判經濟合作的事务，所接觸領域包括中央政府及省級，被任命于破解關連中國的各項問題，尤其是关于两国间貿易，投資及旅遊的问题。
2010年6月6日，李天文被恩蒙泰王陛下諭任為科技部長。李天文在中國廣東省、上海及北京工作了將近10年，結識了中國商界及政界中的眾多重量級人物，可以嫺熟地運用中文。他在阿披實政府期間任職時，為中泰兩國友好關係的發展做出了貢獻。

## 皇家御賜勳章
- - 2010年特級白象勳章
- - 2009年哇棲臘大綬勳章